# Formigueret de la Guaiana
El formigueret de la Guaiana (Myrmotherula surinamensis) és una espècie d'ocell de la família dels tamnofílids (Thamnophilidae).

## Hàbitat i distribució
Habita vegetació de ribera i àrees empantanegades de les terres baixes des de Panamà, oest, nord i sud-est de Colòmbia, sud de Veneçuela i Guaiana, cap al sud, per l'oest dels Andes, fins l'oest d'Equador i, per l'est dels Andes, a través de l'est d'Equador i de Perú fins al nord de Bolívia i Brasil amazònic.